# Tàngara ventregroga
El tàngara ventregroga (Ixothraupis xanthogastra) és un ocell de la família dels tràupid (Thraupidae).

## Hàbitat i distribució
Habita la selva pluvial i vegetació secundària de les terres baixes des de l'est de Colòmbia i sud de Veneçuela, cap al sud, a través de l'est de l'Equador i est del Perú fins al nord de Bolívia i nord-oest i nord del Brasil.